# Aureli Maria Escarré
Aureli Maria Escarré i Jané O.S.B. (Arbós, Tarragona, 15 de abril de 1908 - Barcelona, 21 de octubre de 1968), también conocido como «abad Escarré», fue un religioso español benedictino que llegó a ser Abad del Monasterio de Montserrat.

## Biografía
Nacido el 15 de abril de 1908 en la localidad de Arbós, bajo el nombre de «Francisco», ingresaría en el Monasterio de Montserrat en 1923. Diez años más tarde, el 3 de septiembre de 1933, fue ordenado sacerdote.
Tras el inicio de la Guerra Civil, en agosto de 1936 huyó a la Italia fascista gracias a la ayuda de la Generalidad. A mediados de 1938 se trasladó a la España franquista. Fue uno de los primeros monjes en regresar al monasterio en enero de 1939, convirtiéndose en el prior. En gratitud por la «liberación», Escarré llegaría a señalar en 1942: «Recordamos, agradecidos, que hace tres años, al impulso de vuestro ejército victorioso, se abrían las puertas de nuestra basílica, treinta meses cerrada, y podíamos reanudar el esplendoroso y tradicional multisecular culto a nuestra Moreneta». En 1946 se convirtió en Abad de Montserrat.
Renovó por completo la comunidad de monjes benedictinos, enviando a algunos de ellos a estudiar al extranjero y potenciando el estudio de los textos litúrgicos y culturales. Fue uno de los principales impulsores de las obras de ampliación de la abadía y del santuario de la Virgen de Montserrat. Potenció también la edición de algunas de las publicaciones más notables del cenobio, como Serra d'Or o Germinabit. También fue el iniciador de las homilías en catalán.
Escarré mantuvo una estrecha relación con Francisco Franco —al que incluso tuteaba—, llegando a aconsejarle de cara a la construcción del complejo del Valle de los Caídos. En 1945 el dictador le concedió la Gran Cruz de la Orden Civil de Alfonso X el Sabio, en «agradecimiento a sus servicios».
Sin embargo, durante los años siguientes Escarré iría alejándose del régimen, adoptando una línea abiertamente catalanista. Sobre las razones últimas de su evolución, algunos las han relacionado con una fuerte crisis en el seno de la comunidad benedictina, donde le cuestionaban sus monjes. En 1960, durante el transcurso de una visita de Franco a Montserrat, el abad se negó incluso a recibirle. La polémica culminó con unas declaraciones concedidas por el abad en 1963 al periódico francés Le Monde, en las que criticaba abiertamente la política del régimen franquista.
Tras fuertes presiones políticas, Escarré se vio obligado a abandonar el país en 1965 y exiliarse en Italia. Al año siguiente renunció al cargo de abad de Montserrat. Regresó a Barcelona enfermo de gravedad, falleciendo el 21 de octubre de 1968. Convertido en un símbolo popular del nacionalismo catalán, en la despedida de su féretro hubo incidentes con la policía por entonarse proclamas y cánticos nacionalistas, y el funeral celebrado en el monasterio reunió a un gran número de personas.